# Desmeocraera adusta
Desmeocraera adusta är en fjärilsart som beskrevs av Sergius G. Kiriakoff 1962. Desmeocraera adusta ingår i släktet Desmeocraera och familjen tandspinnare. Inga underarter finns listade i Catalogue of Life.